# Fylde
Fylde eller Fylde Coast är en udde i Storbritannien. Den ligger i grevskapet Lancashire och riksdelen England, i den centrala delen av landet, 300 km nordväst om huvudstaden London. Fylde ligger 22 meter över havet och antalet invånare är 76 500.
Terrängen runt Fylde är mycket platt.Runt Fylde är det tätbefolkat, med 427 invånare per kvadratkilometer. Närmaste större samhälle är Preston, 15,9 km sydost om Fylde. Trakten runt Fylde består i huvudsak av gräsmarker.